# (471921) 2013 FC28
(471921) 2013 FC28 est un transneptunien faisant partie des cubewanos de magnitude 5,2.
Son diamètre est estimé à 420 km, ce qui le qualifie comme un candidat au statut de planète naine.